# Aleksander Mniszek-Tchorznicki

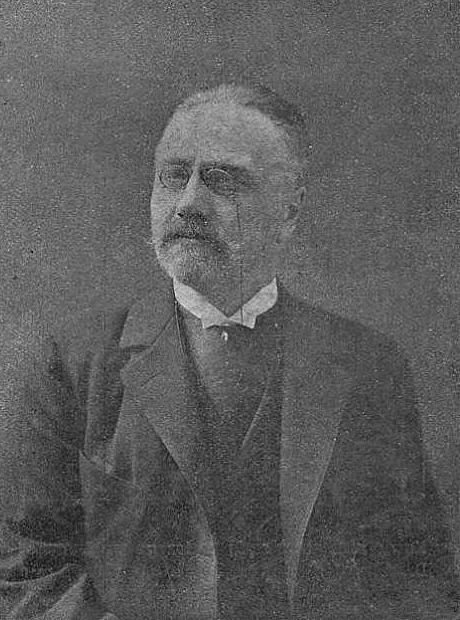
Aleksander Mniszek-Tchorznicki (przed 1912)

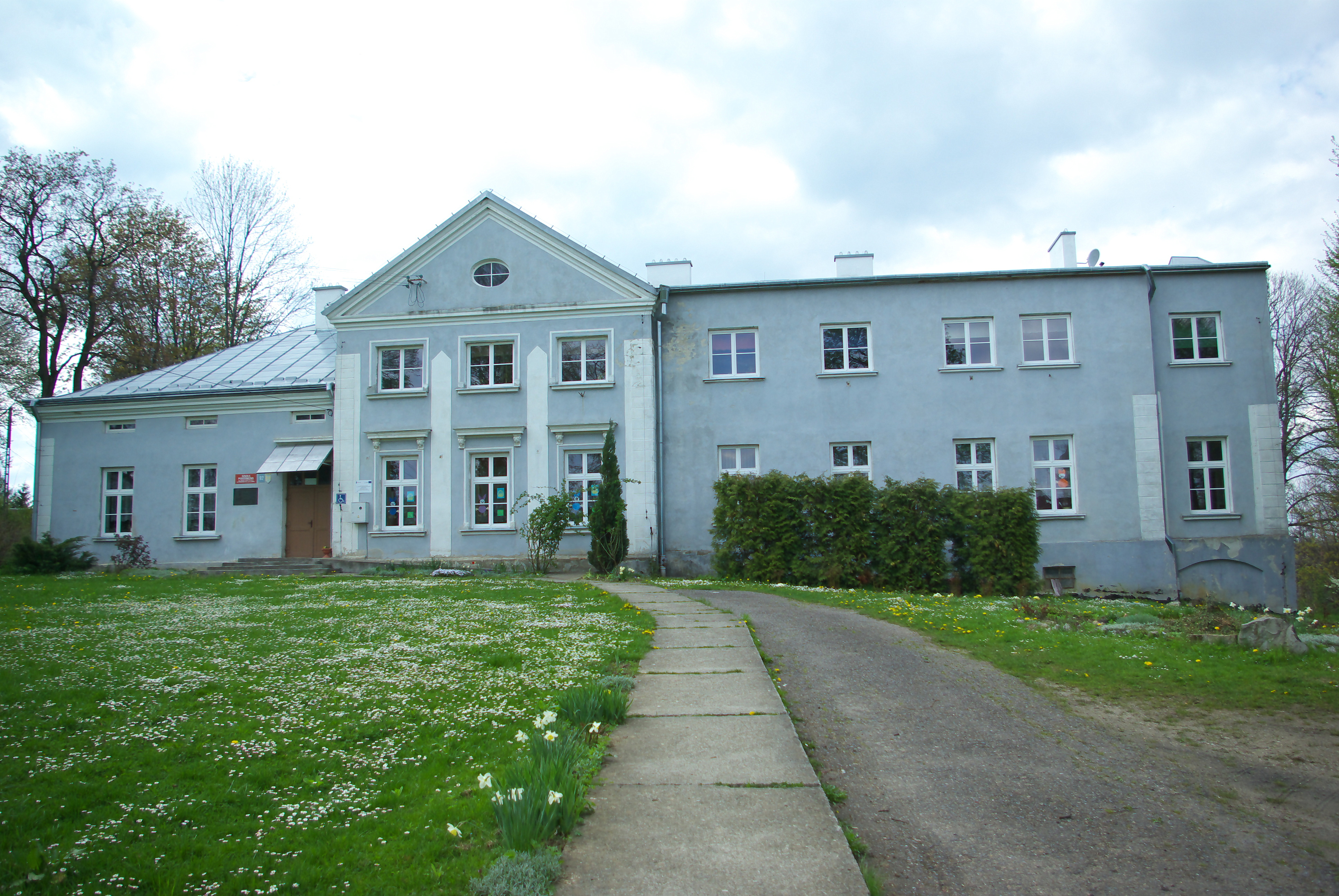
Dwór w Pisarowcach

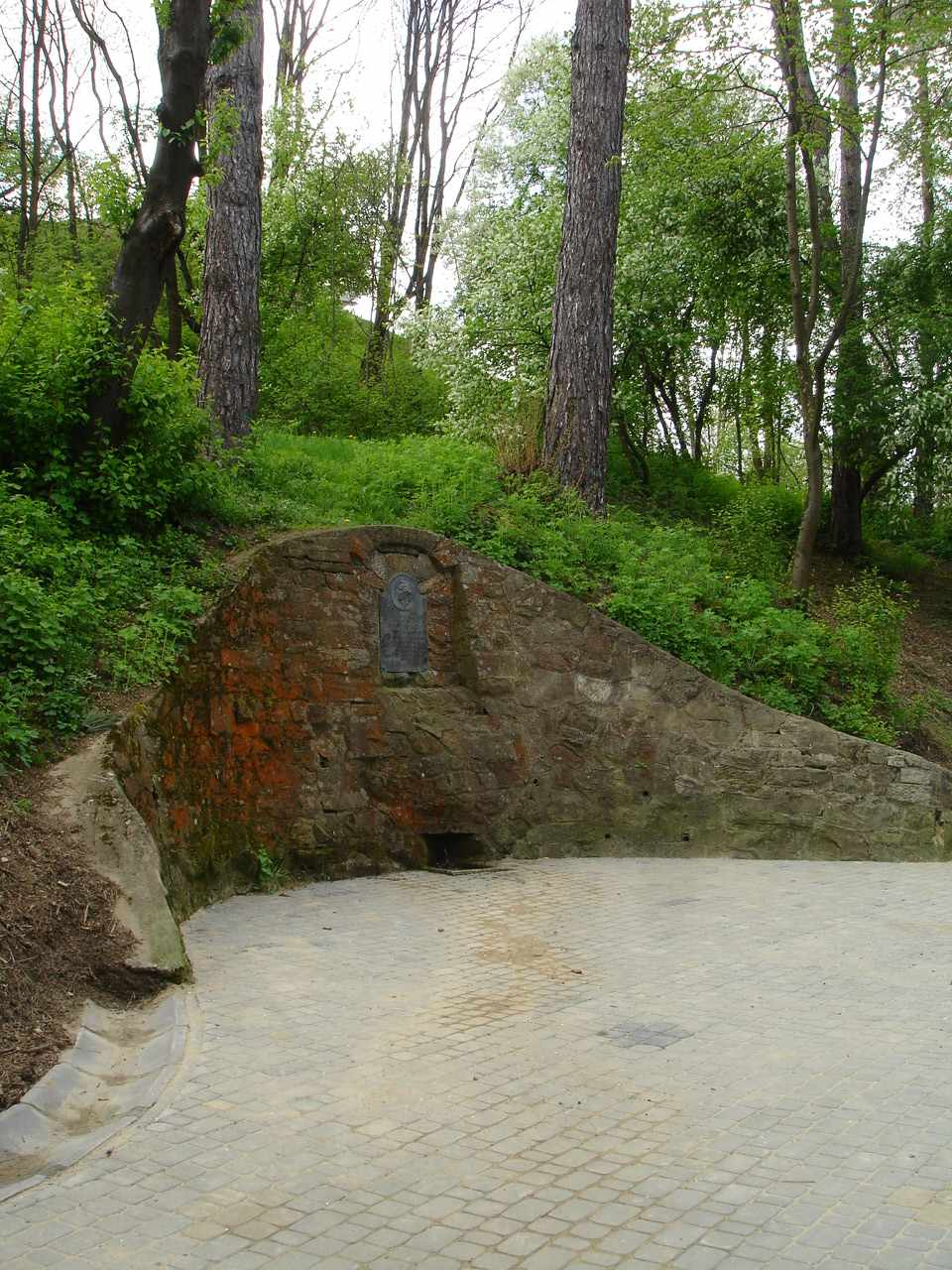
Źródełko Chopina w sanockim parku wraz z tablicą pamiątkową wspominającą zasługi hrabiego

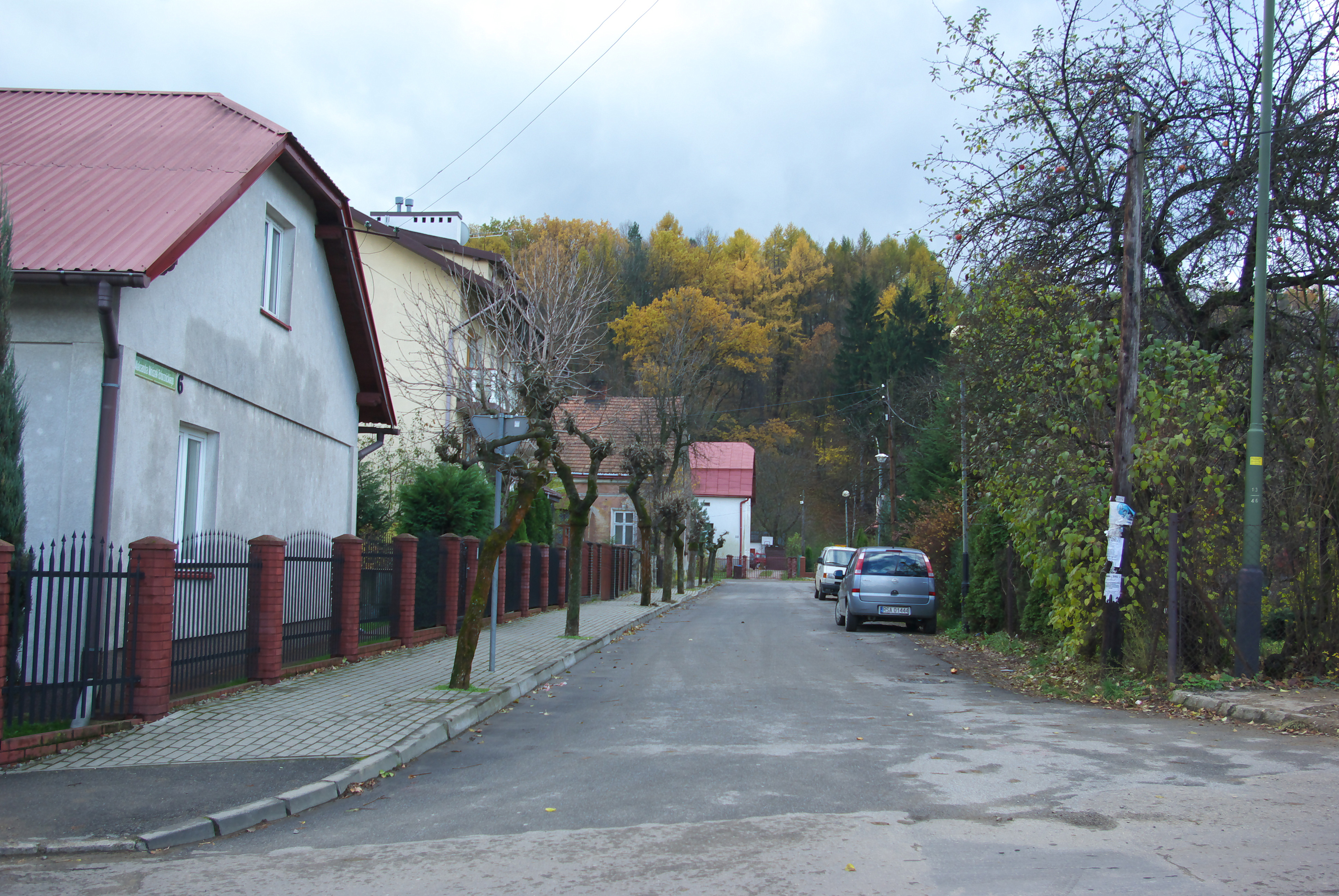
Ulica Aleksandra Mniszek-Tchorznickiego w Sanoku. W tle park miejski

Aleksander Mniszek-Tchorznicki herbu Jelita (ur. 23 stycznia 1851 w Cucułowcach, zm. 8 stycznia 1916 w Zakopanem) – polski ziemianin, doktor obojga praw, c. k. urzędnik, sędzia, tajny radca, szambelan dworu.

## Rodzina i zamiłowania
Jego przodkowie przybyli do Sanoka z okolic Drohiczyna pod koniec XVIII wieku. Pradziadek Walenty Mniszek-Tchorznicki nabył od Andrzeja i Franciszki Burnatowiczów grunt pod północnym stokiem Góry Parkowej i wzniósł tam dom, który ostatecznie przetrwał do lat 80. XX wieku. Ojciec Konstanty Tchorznicki (1825–1895) sprawował wysokie stanowiska – był dyrektorem Filii Banku Hipotecznego w Krakowie, członkiem Rady Zawiadowczej Kolei Żelaznej Lwowsko-Czerniowiecko-Jasskiej, dyrektorem Towarzystwa Kredytowego-Ziemskiego we Lwowie. Matką była Emilia Polikarpow (1823–1899). W 1878 roku jego żoną została baronówna Maria Wecbecker (1851–1915), córka generała na emeryturze, która cierpiała na napady kataleptyczne, co jednak małżonek znosił cierpliwie. Oboje mieli pięcioro dzieci, którymi byli (dwoje z nich zmarło w małoletnim wieku): Henryk (1880–1946, żonaty z Godzimirą, córką Godzimiry i Godzimira Małachowskich), Emilia (1881–1895), Stanisław (ur. 1882), Stefan (1885–1894) i Konstanty (1899–1953, sędzia Sądu Najwyższego). Był zapalonym pianistą, a jego zainteresowaniem była muzyka koncertowa – sam grywał często utwory Fryderyka Chopina w swoim domu w Pisarowcach. Był także członkiem Galicyjskiego Towarzystwa Muzycznego we Lwowie (1872) oraz prezesem, założycielem i honorowym członkiem Towarzystwa im. Fryderyka Chopina we Lwowie (1913).
Aleksander Mniszek-Tchorznicki zmarł tydzień po pogrzebie swojej żony.

## Kariera zawodowa
W latach 1867–1872 studiował na Wydziale Prawa i Umiejętności Politycznych Uniwersytetu Lwowskiego jako słuchacz prawa i umiejętności politycznych, po czym 7 września 1872 roku uzyskał dyplom doktora obojga praw. Aleksander Mniszek-Tchorznicki odznaczał się niespotykanymi umiejętnościami, co w powiązaniu z pracowitością zapewniło mu awanse w karierze urzędniczej w administracji Austro-Węgier (sam przyznawał, że było to dziełem przypadku, co świadczyło o jego skromności). Po pracy w Galicyjskiej Prokuraturze Skarbu we Lwowie, zmienił profesję prawniczą i rozpoczął praktykę sądową. Pełnił obowiązki w Sądzie Powiatowym w Mościskach, został auskultantem sądowym, następnie adiunktem sądowym w Sądzie Powiatowym w Jarosławiu, po czym trafił w tej funkcji do Lwowa. Później pracował w Wiedniu, gdzie od 1877 funkcjonował w Najwyższym Trybunale Sprawiedliwości, a rok później zaangażowano go w Ministerstwie Sprawiedliwości, gdzie w 1880 objął stanowisko wicesekretarza. 24 lutego 1882 został mianowany c. k. podkomorzym Jego Ces. Kr. Apost. Mości (przyrzeczenie złożył 4 maja 1882). W 1883 roku zajął funkcję radcy Sądu Krajowego we Lwowie. W 1897 roku został Prezydentem Sądu Obwodowego w Kołomyi. Ponadto zasiadał w Trybunale Stanu.
Od 1890 roku powrócił do Wiednia i objął referat do spraw Galicji w ministerstwie sprawiedliwości. 24 lutego 1882 został mianowany c. k. podkomorzym (przyrzeczenie złożył 4 maja 1881). W styczniu 1890 roku mianowany przez cesarza do funkcji radcy sekcyjnego w ministerstwie sprawiedliwości. W grudniu 1891 roku otrzymał nominację na wiceprezydenta Wyższego Sądu Krajowego we Lwowie. 28 stycznia 1895 roku objął posadę Prezydenta Sądu Apelacyjnego we Lwowie, a tym samym został zwierzchnikiem całego sądownictwa Galicji Wschodniej i Księstwa Bukowiny (jego poprzednikiem był Jakub Simonowicz). W czasie jego prezydentury została przeprowadzona reforma systemu sądowego w Galicji, w ramach której otwarto nowe obiekty dla 7 trybunałów i 55 sądów oraz powiększono liczbę etatów z 627 do 1200. Przeniesiony z tej funkcji na emeryturę, został mianowany dożywotnim członkiem Izby Panów, izby wyższej dwuizbowego parlamentu Austro-Węgier. Był prezesem Towarzystwa Prawniczego we Lwowie, ponownie wybrany w lutym 1909. Pod koniec 1911 roku postanowił przejść na emeryturę. Z tej okazji 27 grudnia 1911 roku cesarz przyznał mu Order Żelaznej Korony I Klasy. Jego miejsce na stanowisku prezesa Wyższego Sądu Krajowego we Lwowie zajął od początku 1912 Adolf Czerwiński. Otrzymał tytuł rzeczywistego tajnego radcy.

## Spór o Morskie Oko
Osobny epizod w jego zawodowym życiorysie wydarzył się na przełomie XIX i XX wieku. W latach 1897–1902 reprezentował rząd Galicji w słynnym sporze pomiędzy Galicją a Węgrami o Morskie Oko w Tatrach. Jako sędzia (arbiter polski z ramienia rządu austriackiego) i przewodniczący delegacji przyczynił się do pozostania Morskiego Oka w granicach Austrii (obecnie Polski) w wyniku sporu terytorialnego. Rozprawa odbyła się przed sądem polubownym w Grazu. Stronę polską (galicyjską) reprezentował prof. Oswald Balzer. Rozstrzygnięcie procesu z 13 września 1909 roku doprowadziło do ustanowienia granicy w Tatrach pomiędzy Galicją (Austrią) a Węgrami zgodnej z oczekiwaniami społeczeństwa polskiego. Granica w ustalonym wówczas przebiegu obowiązuje do dzisiaj jako granica polsko-słowacka. Tchorznicki opisał przebieg procesu we wspomnieniach z 1913 roku, które w 1960 roku wraz z dokumentami z procesu zostały przekazane przez jego wnuka do Muzeum Historycznego w Sanoku (ponadto w zbiorach muzeum znajdują się akta rodzinne Mniszek-Tchorznickich). Około 17 września 1902 Aleksander Mniszek-Tchorznicki wraz z Oswaldem Balzerem otrzymali tytuł Honorowego Obywatela Królewskiego Wolnego Miasta Sanoka w uznaniu skutecznej obrony polskich interesów, tj. wygrania procesu z Węgrami w sporze o Morskie Oko (ciekawostką przy tym jest fakt, że obaj mieli urodziny tego samego dnia i miesiąca (23 stycznia), a Mniszek-Tchorznicki był starszy od Balzera o osiem lat). Ponadto 27 października 1902 roku Wydział lwowski Towarzystwa Prawniczego wręczył Tchorznickiemu dyplom honorowy.

## Posiadłości i działalność społeczna
Aleksander Mniszek-Tchorznicki był właścicielem wielu terenów w Sanoku i okolicach, które odziedziczył po Józefie Rylskiej, zmarłej w 1907. Były to: obszar wójtostwa sanockiego (obecnie dzielnica Wójtostwo, posiadał tam browar i spichlerz), Posada Sanocka (obecnie dzielnica Zatorze), Stróże Małe, Stróże Wielkie, Dąbrówka Polska, Dąbrówka Ruska (obie obecnie w ramach dzielnicy Sanoka, Dąbrówki), Sanoczek, Pisarowce (początkowo wieś należała do Aleksandra i Marii, a następnie obszar przejął ich syn Henryk, zaś utracił na rzecz państwa w wyniku reformy rolnej z 1944 roku) oraz inne obszary w Sanoku (m.in. Glinice (w 1911 posiadał w Sanoku 150 ha), park krajobrazowy wraz z dworem położony dawniej na terenie Dąbrówki Polskiej. Dwa domy należące do Tchorznickiego istniały w Sanoku przy ulicy Zamkowej (naprzeciw zbiegu z ul. Sanową – później w tym miejscu zbudowano blok mieszkalny) oraz przy obecnej ulicy Żwirki i Wigury 6 (później w tym miejscu powstały magazyny tamtejszych koszar wojskowych, następnie teren przejęty przez sanocką placówkę Straży Granicznej; miejsce to znajduje się naprzeciw wejścia głównego na stadion „Wierchy”). Obok drugiego ww. dworku istnieje nadal budynek przy ul. 2 Pułku Strzelców Podhalańskich 1, stanowiący dawniej browar rodziny Tchorznickich. Wszystkie trzy budynki zostały uznane za obiekty zabytkowe. Był członkiem lwowskiego biura powiatowego Stowarzyszenia Czerwonego Krzyża mężczyzn i dam w Galicji.
Hrabia przyczynił się do powiększenia obszaru Parku miejskiego im. Adama Mickiewicza w Sanoku (tworzonego od 1896 roku). Darował miastu powierzchnię przeszło 6 morgów na północny zboczu góry (spisanie kontraktu ogłoszono 12 maja 1910) celem powiększenia areału parku. Zgodnie z decyzję Towarzystwa Upiększania Miasta Sanoka anektowana część ogrodu miejskiego została mianowana imieniem Fryderyka Chopina w setną rocznicę urodzin kompozytora (1910). W związku z tym część północna parku była zwana "Parkiem Szopena". W związku z tym w 1910 otrzymał specjalne podziękowanie od C. K. Rady Szkolnej Krajowej, jako że park im. Chopina miał służyć sprawie wychowania fizycznego młodzieży szkolnej. Jego osoba została wspomniana na tablicy pamiątkowej ustanowionej dla uczczenia Fryderyka Chopina w setną rocznicę urodzin kompozytora (1910), umieszczonej przy tzw. Źródełku Chopina na północnym stoku parku przez Towarzystwo Upiększania Miasta Sanoka. Działał także społecznie i charytatywnie, w szczególności wspierał sieroty – dzięki jego staraniom w latach 1897–1902 powołano 3083 gminne rady sieroce i Towarzystwo Opieki nad Sierotami we Lwowie, kompetentne do działania na obszarze całej Galicji (później rozszerzyło działalność na obszar całego kraju). Ponadto stworzył fundację pomocy na rzecz zwalnianych więźniów. Przed 1914 był właścicielem gorzelni w miejscowości Sawczek w powiecie sanockim. Przed 1914 był członkiem oddziału C. K. Galicyjskiego Towarzystwa Gospodarskiego w Sanoku.

## Upamiętnienia
Prócz Honorowego Obywatelstwa Królewskiego Wolnego Miasta Sanoka, przyznanego 19 września 1902 roku, także inne miasta przyznały mu taki tytuł: Stara Sól (10 lipca 1896), Gmina Wisniowiczówka (22 maja 1902), Czortków (31 października 1911) – wszystkie znajdują się na terenie obecnej Ukrainy. Ponadto jedną z ulic w Sanoku nazwano imieniem Aleksandra Mniszek Tchorznickiego (znajduje się u podnóża północnego stoku Góry Parkowej, na terenach należących w przeszłości do hrabiego).
Został pochowany na Nowym Cmentarzu w Zakopanem. Było to tymczasowe miejsce pochówku, gdyż według przekazu ustnego jego ciało przeniesiono później do Lwowa, gdzie także ma znajdować się grób. W sanockiej dzielnicy Dąbrówka przy alei Najświętszej Marii Panny, powyżej greckokatolickiej cerkwi św. Dymitra i rzymskokatolickiego kościoła Narodzenia Najświętszej Maryi Panny obok cmentarza parafialnego znajduje się kaplica grobowa Tchorznickich, która została uznana za obiekt zabytkowy.

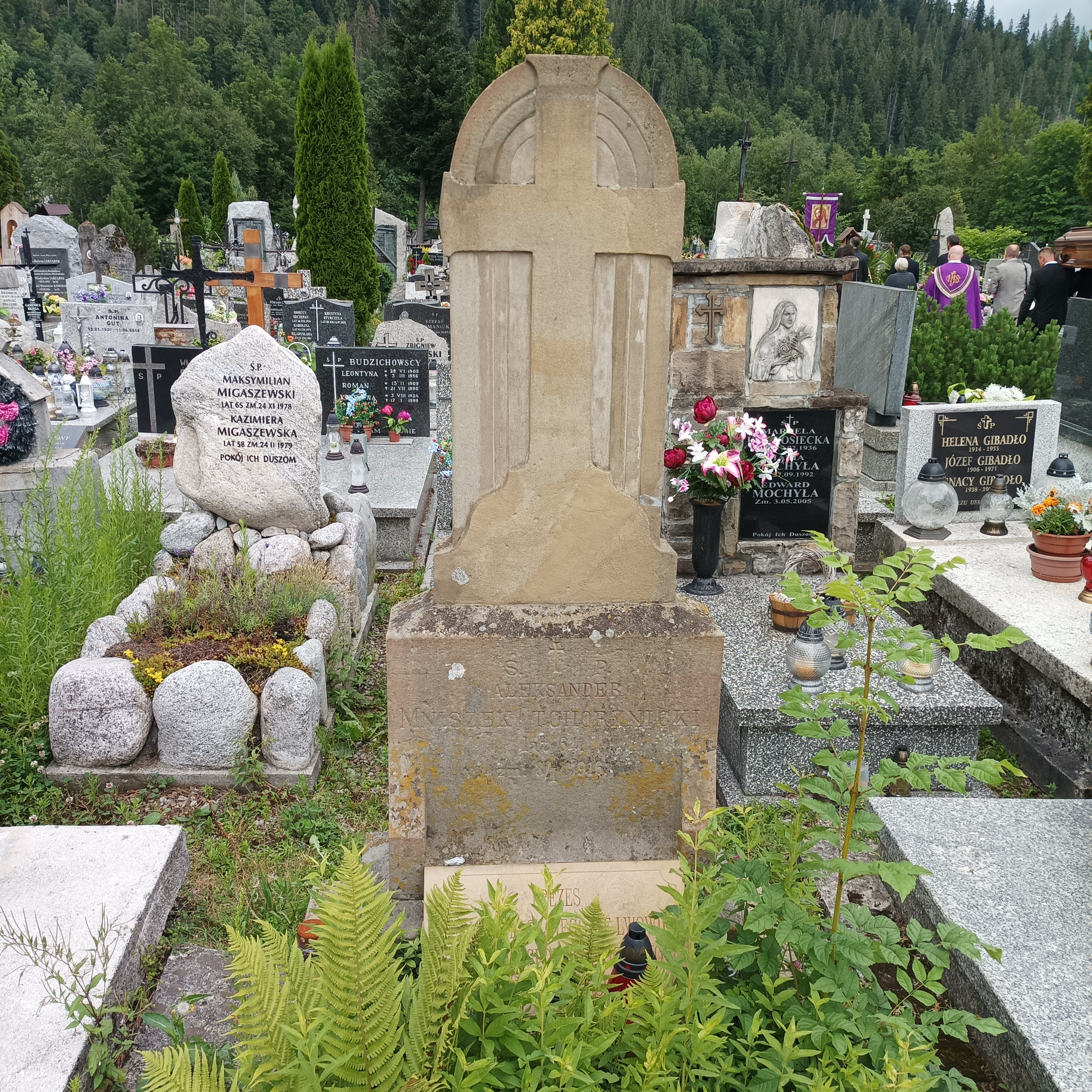
Grób Aleksandra Mniszka-Tchorznickiego na Nowym Cmentarzu w Zakopanem

Dokumenty rodzinne Tchorznickich z dworu w Pisarowcach (w tym pamiętnik Aleksandra Mniszek-Tchorznickiego spisany własnoręcznie w lutym 1913 opisujący spór o Morskie Oko) w 1960 zostały przekazane na rzecz Muzeum Historycznego w Sanoku przez Stefana Tchorznickiego.

## Odznaczenia i wyróżnienia
- Order Korony Żelaznej I klasy (1911)[47]
- Krzyż Wielki Orderu Franciszka Józefa (1898)[48][3]
- Kawaler Orderu Leopolda[3]
- Honorowy obywatel: Sanoka, Starej Soli, Bukowska, Wiśniowczyka[3]